# ハンスぼっちゃんはりねずみ

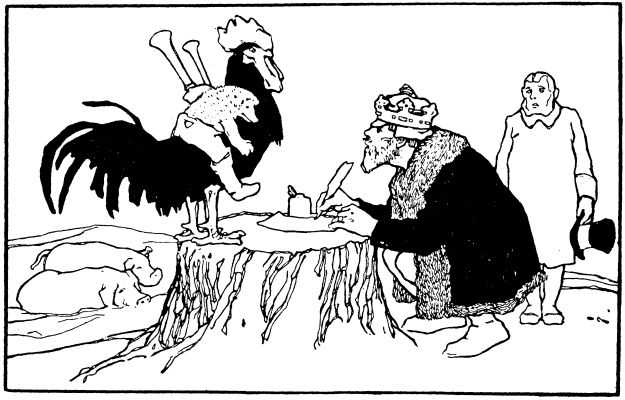
雄鶏に乗って王様に謁見するハンス。

ハンスぼっちゃんはりねずみ、ハンスはりねずみ等（Hans mein Igel、KHM108）はグリム童話。童話集の第108番。AT441番の類型にに分類される。
上半身はハリネズミの小人のハンスが、森で暮らして家畜を殖やし、道に迷った二人の王を助け褒美に二人の王女をもらいうける。ハンスは義を欠く王の娘を辱めてつきかえすが、良心ある王女と結婚し、棘だらけの皮を脱皮したのち美青年に変身をとげる。

## 邦題
「ハンスぼっちゃんはりねずみ」（岩波文庫）のほか、「はりねずみのハンス坊」、「ハンスぼうやはりねずみ」、「ハンスはりねずみぼうや」、「はりねずみのハンスぼうや」、「ハリネズミぼうやのハンス」、「ハンス針ねずみぼうや」、「ハンスはりねずみ」、 「ハンス・はりねずみぼうや」などの題で訳出されている。

## あらすじ

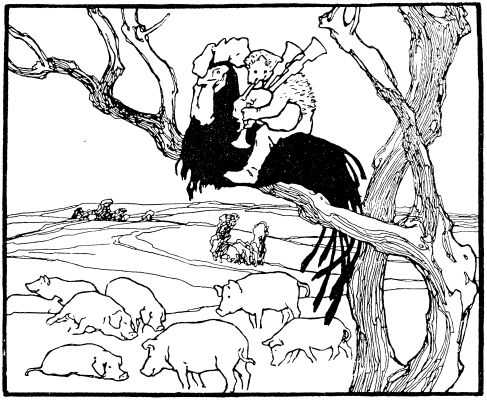
木の上でバグパイプを演奏するハンス

上半身は人間、下半身はハリネズミとして生まれたハンスは、親から疎まれながら育つ。
市が立つ日、ハンスは親に風笛〔バグパイプ〕をねだり、ついで蹄鉄を履かせた雄鶏さえ得れば、もう家を出て独立する所存だと持ちかける。
ハンスは雄鶏に騎乗して森に移り住み、家から連れてきた数匹のブタとロバを放牧する生活をはじめる。数年後には、牧畜の数もだいぶ増えていた。ハンスは、ときおり樹上で風笛を美しく演奏するなどしていた。
二人の迷子の王を助ける
音色を聞きつけ、狩りで道に迷った王がハンスに道案内を依頼する。ハンスは、＜王が城に帰ったとき、まっさきに目にしたものを褒美にもらう＞という条件で承諾し、王に証文を書かせるが、王はハンスを文盲とみくびり偽りの証文を渡す。やがて別の国王も森に狩りにきて道に迷い、ハンスに道先案内を頼んで同じ約束をするが、こちらは約束どおり正直に証文を書く。
どちらの王もハンスに道を案内されて城にたどりつき、真っ先に目にしたものは、帰りを待っていた愛娘である王女だった。最初の国王は娘をハンスに渡すまいと、ハンスのようないでたちの者がやってきたら城には入れるな、突けど斬りつけど撃てどかまわぬ、とお触れを出す。だが次の国王は、ハンスらしき者がやってきたら丁重にもてなすようにお触れを出した。
ハンスは、しばらく牧畜業を続けたのち、森いっぱいに増えすぎた豚の群れをひきつれて村に凱旋した。ありあまる豚を村人に与え、屠殺したい者はそうせよと言って、肉をふるまった。そして父親に頼んで雄鶏の蹄鉄を打ち直して、再び家を出た。
反故にしようとした王と王女
最初に約束した王の城に到達すると、王の手の者共はハンスめがけて銃剣をつきつけ阻止しようとした。ところがハンスは雄鶏に拍車をかけて宙を飛び、王と王女の目前に着地し、二人とも命が惜しくば約束の王女を差し出せと詰め寄った。しかたなしに王は王女を純白の衣服に着飾らせ、お供をつけて馬車で送り出したが、道をしばらく走ったところでハンスは王女を引きずり出し、ハリネズミの針で刺して血だらけにしたうえで突き返す。この王女は、一生このときの恥をそそぐことができなかったという。
約束を守った王と王女
やがて、第二の王さまの城に到着すると、手厚くもてなされた。娘である王女は、ハンスの異様な姿を見て怖気づいてしまうが、父への約束をたがえることはできないと決意をかため、ふたりは挙式して夫婦となる。その晩、いざ寝るとなると、やはり針だらけの体が怖かったが、ハンスは怖がることはない、なんの危害も受けやしない、と諭した。そして自らハリネズミの皮を脱いで、一定の手順を終えると、ハンスは美しい若者に変身した。その手順だが、ハンスは、あらかじめ近くに焚火を用意させ、待機している4人の男にこう命じた：自分がハリネズミの皮を脱ぎ捨てるや、これを掴んでに火に投じよ、そして皮が焼き尽くされるまで見守れ、と。するとハンスは焼け燻ぶった、石炭のような黒色の人間の若者に変身したが、医師に命じて軟膏を塗り香油をなすりつけると白皙の美青年の姿が現れた。

## 改変など
初版・第2版ではハンスは第一の王女を単に引っ張り出してイガだらけの皮で突き刺した描写になっているが、3版以降は「美しい衣服を引きはがした」という描写が加わっている。

## 目録と類型
グリム童話集、第108話。すなわち、グリムの第二版（1819年）よりKHM108番の目録番号が振り当てられている。
物語の類型としては、「ハンスはりねずみ」はATU441番に分類される（アールネ・トンプソンのタイプ・インデックス）。
同じATU441の類話例には、ジョヴァンニ・ストラパローラ作の文学的童話「豚王子」、およびドーノワ夫人の 「猪王子」が、まず挙げられる。
また同系列にハインリッヒ・プレーレ『若者のための昔話集』（1854年）所収の「陽気なヤマアラシ」がある。
またスコットランドで近代になって吟唱されてきたバラッド「はりねずみ男」があり、ダンカン・ウィリアムソンという名のトラベラーが朗誦・出版している。
日本の民話学者のあいだでも、柳田國男がグリム童話を研究した際、KHM 37番「親指小僧」やこの KHM 108番「ハンスはりねずみ」などいわゆる「小さ子」系統の類話（日本の例だと「一寸法師」や「田螺長者」などに通じる）に強い関心を示したとされており、関敬吾もまた、「たにし息子」という異類婚姻譚に対比するヨーロッパの例のひとつとして「ハンスはりねずみぼうや」を挙げている。

## 分析

### 獣の皮
グリム童話「ハンスはりねずみ」にはスティス・トンプソンの民間文芸のモチーフ索引 D721.3 "生皮（掛け布）の破壊による魔法の解除"の要素がみられる。
このモチーフは、他のグリム童話、例えば「ろばの若さま」（KHM 144、タイプはAT430番）に顕現される。これらの童話では、新郎は"文字通りそのロバ皮や（ハリネズミの）トゲトゲを脱ぎさり.. その生皮を古着のごとくかたわらに捨ておく"のであり、よって、これらの獣皮は、"魔法の衣服"の一種とみなすことができると、サンディエゴ州立大学のキャロル・スコット教授（英文学・児童文学科）は主張する。

### 畸形の小人
はりねずみのハンスというキャラクターは、上半身がハリネズミ、下半身が正常な人間だが、小人である。童話では雄鶏を騎馬がわりにつかうほどの大きさしかない。柳田國男の用語を借りれば「小さ子」である。
だがグリム童話「親指小僧」の主人公の親指小僧が、単に背丈が足りない人間扱いであるのと対照的に、ハンスは怪物〔モンスター〕扱いされる、と指摘されている。
コロラド大学のアン・シュミーシング教授は、障害学の観点からこの童話を分析し、ハンスの特異な外見は、「身体・知能発育を妨げる病気や障害」の象徴であるとする。そしてハンスのおかれた状態は、障害とも畸形とも関連すると提唱する。近年の一部の昔話研究者は、このようなキャラクターをクリップル（いわゆる「片輪者」、障碍者）あるいはスーパークリップル（超人的障碍者）と呼んでいる。おとぎ話では、障碍者が社会から疎外・孤立の仕打ちをうけるのが紋切型（ステレオタイプ）となっており、そのキャラクターがようやく「超人的障碍者」としての真価を発揮したとしても、なかなかすんなりとは社会に受け容れられず、かえってその異形性（"enfreakment"）が強調されてしまうというのが常套パターンである。ただし、読者側からは、判官びいき的に受け止められるわけで、「同情を絶する」（"defies pity"）存在であるとされる。

## 邦訳書
- グリム兄弟 著、天沼春樹 訳ペテル・ウフナール (画)「ハンスはりねずみぼうや」『グリム・コレクション 4 (小人、怪物、大男)』、パロル舎、2001年9月20日。ISBN 978-4-894-19239-3。

- グリム兄弟 著、植田敏郎 訳「ハンスぼうやはりねずみ」『グリム童話全集 5 しあわせのハンス』、実業之日本社、128–157頁、1964年。

- グリム兄弟 著、大塚勇三 訳オットー・ウベローデ (画)「ハリネズミぼうやのハンス」『語るためのグリム童話集 鉄のハンス』、福音館、2002年。ISBN 978-4-8340-0532-5。

- グリム兄弟 著、小澤俊夫監 訳フェリクス・ホフマン (編・画画)「ハンス・はりねずみぼうや」『グリムの昔話 2』、小峰書店、2007年。ISBN 978-4-338-22906-7。

- グリム兄弟 著、金田鬼一 訳「ハンス坊つちやんはりねずみ」『グリム童話集 : 全訳　第4冊』、岩波文庫 465-474、岩波書店、215–224頁、1948年。 NDLJP:1132261
- 著、金田鬼一 訳「ハンスぼっちゃんはりねずみ」『グリム童話集 第4冊 改訳』、岩波文庫 465-474、岩波書店、254–264頁、1954年。NDLJP:1692572

- グリム兄弟 著、関敬吾・川端豊彦 訳「はりねずみのハンス坊」『グリム昔話集 第4 (角川文庫)』、岩波書店、143–151頁、1962年。

- グリム兄弟 著、高橋健二 訳「ハンスはりねずみぼうや」『グリム童話全集〈2〉』、小学館、2001年9月20日。

- グリム兄弟 著、野村泫 訳「ハンスはりねずみ」『完訳グリム童話集 5 (ちくま文庫)』、筑摩書房、2006年。

- グリム兄弟 著、山室静 訳「はりねずみのハンスぼうや」『グリム童話集〈4〉 (偕成社文庫)』、偕成社、1980年。

- グリム兄弟 著、吉原高志; 吉原素子 訳「ハンス針ねずみぼうや」『初版 グリム童話集〈3〉』、白水社、1997年。

## 翻案
ヤーノシュ作、池田香代子訳『大人のためのグリム童話』、宝島社、 1994年（原題：Janosch erzählt Grimms Märchen、1972年）所収の再話「ハリネズミのハンス」では、ハンスは棘を持った獣のたぐいから"ハーモニカを演奏するヒッピーなロックシンガーに変身をとげる。父親にサングラスと単車を与えられて厄介払いされたのち、都会に出て映画俳優ヤック・アドラーとなった。最後には父親の誇りとなり、村全員がその格好の真似をしたがるようになった"。